# Litueche
Litueche är en kommun i Chile.   Den ligger i provinsen Provincia de Cardenal Caro och regionen Región de O'Higgins, i den södra delen av landet, 120 km sydväst om huvudstaden Santiago de Chile. Antalet invånare är 5 638. Arean är 619 kvadratkilometer.
Terrängen i Litueche är huvudsakligen kuperad, men den allra närmaste omgivningen är platt.
Trakten runt Litueche består i huvudsak av gräsmarker. Runt Litueche är det glesbefolkat, med 10 invånare per kvadratkilometer.